# Liste der Kulturdenkmale in Zschauitz (Großenhain)
In der Liste der Kulturdenkmale in Zschauitz sind die Kulturdenkmale des Großenhainer Ortsteils Zschauitz verzeichnet, die bis Dezember 2020 vom Landesamt für Denkmalpflege Sachsen erfasst wurden (ohne archäologische Kulturdenkmale). Die Anmerkungen sind zu beachten.
Diese Aufzählung ist eine Teilmenge der Liste der Kulturdenkmale in Großenhain.

## Zschauitz
| Bild                                    | Bezeichnung                                                                      | Lage                                                 | Datierung                                                                        | Beschreibung | ID       |
| --------------------------------------- | -------------------------------------------------------------------------------- | ---------------------------------------------------- | -------------------------------------------------------------------------------- | --- | -------- |
| Direkt Bild zu diesem Denkmal hochladen | Wegestein                                                                        | (Flurstück 175/1 oder 175/2, nicht digital kartiert) | 19. Jahrhundert                                                                  | Verkehrshistorische Bedeutung | 08958486 |
| Weitere Bilder                          | Herrenhaus, Torhaus und Seitengebäude des Rittergutes Niederzschauitz            | Dorfstraße 1, 3 (Karte)                              | Um 1800 (Torhaus); um 1870 (Herrenhaus)                                          | Herrenhaus ein Neorenaissance-Gebäude mit Volutengiebeln, baugeschichtlich und ortsgeschichtlich von Bedeutung. - Wohnhaus (saniert): zweigeschossiger Putzbau mit profilierten Sandsteingewänden, hervorkragendes Eingangsportal mit Dreieckgiebelabschluß, Eckrustika mit aufstrebenden Ecktürmen, Volutengiebel mit Dreieckbedachung, Dachausbau, Schieferdeckung - Torhaus: Bruchstein, zum Teil verputzt, rundbogige Tordurchfahrt mit vier Eckpfeilern und Kreuzgratgewölben, zum Teil Sandsteingewände - Seitengebäude: eingeschossig, Bruchsteinbau, Sandsteingewände, Dachhäuschen, an Giebelseite Wappen und Stützpfeiler, Biberschwanzdeckung, eine Seite Krüppelwalmdach | 08958160 |
| Direkt Bild zu diesem Denkmal hochladen | Gedenkstein für die Bodenreform                                                  | Dorfstraße 2 (vor) (Karte)                           | Bezeichnet mit 1952                                                              | Ortshistorische Bedeutung. Roter, behauener Granitkubus mit polierter Front, Inschrift „Vom Ich zum Wir, Zschauitz 1952“. | 08958161 |
| Direkt Bild zu diesem Denkmal hochladen | Türgewände mit Schlussstein eines Wohnstallhauses                                | Dorfstraße 10 (Karte)                                | Bezeichnet mit 1836                                                              | Schönes Korbbogenportal, Relikt der ländlichen Bauweise, handwerklich-künstlerisch von Bedeutung. Türgewände mit Segmentbogen und Schlussstein, dieser bezeichnet mit „1836 / G ...?“, historisches Türblatt. | 08958162 |
| Direkt Bild zu diesem Denkmal hochladen | Wohnstallhaus (Nr. 22) und Seitengebäude (mit Anbau, Nr. 24) eines Dreiseithofes | Dorfstraße 22, 24 (Karte)                            | 1. Hälfte 19. Jahrhundert (Seitengebäude); Mitte 19. Jahrhundert (Wohnstallhaus) | Beide Gebäude mit Fachwerk-Obergeschoss, Teil der alten Ortsstruktur, in straßenbildprägender Lage, Wohnstallhaus besitzt trotz Veränderungen Denkmalwert, baugeschichtlich von Bedeutung. - Wohnhaus mit Anbau: zweigeschossiger Bau, im Obergeschoss Hofseite vermutlich massiv, Rückseite aufgebrettertes Fachwerk, Giebel massiv, profilierte Sandsteingewände, Segmentbogentür mit Schlussstein, Stallteil Erdgeschoss massiv, Obergeschoss Fachwerk verbrettert - Wohnstallhaus: Obergeschoss Fachwerk, Rückseite Obergeschoss massiv, Giebel massiv, im Giebel zwei Rundbogenfenster, Satteldach                                                                              | 08958163 |

## Tabellenlegende
- Bild: Bild des Kulturdenkmals, ggf. zusätzlich mit einem Link zu weiteren Fotos des Kulturdenkmals im Medienarchiv Wikimedia Commons. Wenn man auf das Kamerasymbol klickt, können Fotos zu Kulturdenkmalen aus dieser Liste hochgeladen werden:
- Bezeichnung: Denkmalgeschützte Objekte und ggf. Bauwerksname des Kulturdenkmals
- Lage: Straßenname und Hausnummer oder Flurstücknummer des Kulturdenkmals. Die Grundsortierung der Liste erfolgt nach dieser Adresse. Der Link (Karte) führt zu verschiedenen Kartendiensten mit der Position des Kulturdenkmals. Fehlt dieser Link, wurden die Koordinaten noch nicht eingetragen. Sind diese bekannt, können sie über ein Tool mit einer Kartenansicht einfach nachgetragen werden. In dieser Kartenansicht sind Kulturdenkmale ohne Koordinaten mit einem roten bzw. orangen Marker dargestellt und können durch Verschieben auf die richtige Position in der Karte mit Koordinaten versehen werden. Kulturdenkmale ohne Bild sind an einem blauen bzw. roten Marker erkennbar.
- Datierung: Baubeginn, Fertigstellung, Datum der Erstnennung oder grobe zeitliche Einordnung entsprechend des Eintrags in der sächsischen Denkmaldatenbank
- Beschreibung: Kurzcharakteristik des Kulturdenkmals entsprechend des Eintrags in der sächsischen Denkmaldatenbank, ggf. ergänzt durch die dort nur selten veröffentlichten Erfassungstexte oder zusätzliche Informationen
- ID: Vom Landesamt für Denkmalpflege Sachsen vergebene, das Kulturdenkmal eindeutig identifizierende Objekt-Nummer. Der Link führt zum PDF-Denkmaldokument des Landesamtes für Denkmalpflege Sachsen. Bei ehemaligen Kulturdenkmalen können die Objektnummern unbekannt sein und deshalb fehlen bzw. die Links von aus der Datenbank entfernten Objektnummern ins Leere führen. Ein ggf. vorhandenes Icon  führt zu den Angaben des Kulturdenkmals bei Wikidata.